# 조금 야한 우리 연애
《조금 야한 우리 연애》는 KBS2에서 2010년 6월 5일에 방영한 드라마 스페셜이다.

## 줄거리
방송국 PD 기동찬은 사랑 앞에서 찌질한 남자다. 모남희는 좌충우돌 재기발랄한 지방 리포터다. 극소심남 동찬은 짝사랑하는 여자에게 고백도 못해보고 그녀의 결혼식 사회나 봐준다. 소심한 복수를 위해 모남희는 전 남자친구의 결혼식에 장례식 복장을 입고 찾아갔다. 동찬은 결혼식이 끝나고 식당에서 밥을 먹다 모남희 옆자리에 앉게 된다. 남희는 갈비탕을 먹다 열에 받쳐서 동찬의 사타구니에 뜨거운 탕을 쏟고 만다.

## 등장 인물

### 주요 인물
- 이선균 : 기동찬 역
- 황우슬혜 : 모남희 역

### 그 외 인물
- 윤주희 : 현지수 역
- 정규수 : 팀장 역
- 조희봉 : 한병만 역
- 김광규 : 최석구 역
- 김동영 : 양철수 역
- 염지윤 : 신미나 역
- 권병길 : 의사 역
- 이용녀 : 간호사 역
- 한춘일 : 선장 역
- 지명선 : 아줌마 역
- 가득희 : 맞선녀 역
- 함영훈 : 기정 역
- 박지선 : 무술 연기자 역
- 배창복 : 아나운서 역

### 특별출연
- 혜은이 (목소리 출연)
- 전현무 (목소리 출연)

## 수상
- 2010년 KBS 연기대상 연작·단막극상 - 이선균